# Hans Schirmer
Hans Schirmer (* 9. Januar 1911 in Berlin; † 6. November 2002 in Hamburg) war ein deutscher Diplomat, der von 1939 bis 1966 auch beim Auswärtigen Amt tätig war. Er war unter anderem Gauhauptstellenleiter der NSDAP, Leiter des Presse- und Informationsamtes der Bundesregierung und Beauftragter der Bundesregierung für den Europäisch-arabischen Dialog.

## Leben
Schirmer studierte nach seinem Abitur am Wilhelm Ernst Gymnasium in Weimar in Bonn, München, Berlin und Heidelberg Rechts-, Staats- und Geschichtswissenschaften sowie Soziologie und Philosophie. Er absolvierte ein Auslandssemester in London. 1933 wurde er zum Dr. phil. promoviert.
Mit Beginn der Zeit des Nationalsozialismus trat er Anfang Mai 1933 der NSDAP bei und war anschließend Gauhauptstellenleiter der NSDAP/AO in London. 1934 bis 1939 war er für den Deutschen Akademischen Austauschdienst, von 1935 bis 1939 im Reichsministerium für Volksaufklärung und Propaganda (RMVP) Referent für „Deutsches Schrifttum im Ausland“ in der Schrifttumsabteilung tätig. 1939 trat er in den Auswärtigen Dienst ein und übernahm im Auswärtigen Amt die stellvertretende Leitung der Rundfunkpolitischen Abteilung. Von 1943 bis 1945 war er als Wehrdienstleistender bei der Wehrmacht. 
Ab 1950 leitete Schirmer die Auslandsabteilung des Presse- und Informationsamtes der Bundesregierung. Ende 1955 kehrte er zum Auswärtigen Dienst zurück und wurde zunächst in Kairo und später in Hongkong Generalkonsul. Von 1962 bis 1966 arbeitete er wieder in der Bonner Zentrale des Auswärtigen Dienstes; anschließend kehrte er als Leiter und Ministerialdirigent (1966–1968) zum Presse- und Informationsamt zurück.
Ab März 1968 wurde er als Botschafter der Bundesrepublik Deutschland in Canberra, Australien, eingesetzt; im Frühjahr 1970 löste er Josef Löns als westdeutscher Botschafter in Wien, Österreich, ab. Ab dem 2. September 1974 bekam Schirmer die Leitung des Arbeitsstab Europäisch-Arabischer Dialog.
1965 wurde Schirmers Mitgliedschaft in der NSDAP und seine Funktionen in der NSDAP/AO sowie seine Tätigkeit im Reichspropagandaministerium im Braunbuch der DDR erwähnt, was folgenlos blieb.

## Auszeichnungen
- Verdienstkreuz 1. Klasse des Verdienstordens der Bundesrepublik Deutschland (1969)
- Großes Verdienstkreuz des Verdienstordens der Bundesrepublik Deutschland (1978)[4]